# صوت الطالب

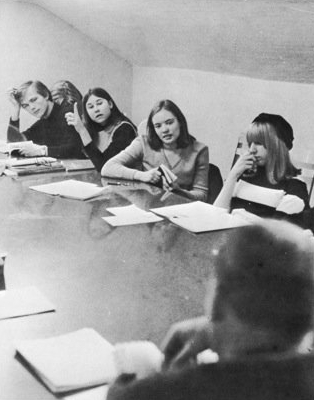

صوت الطالب  هي مفهوم يدافع عن اشراك وجهة نظر الشباب في مسائل وأمور وقرارات النظام التربوي والمدرسي مع التركيز على النواحي التربوية والية.

## الممارسة
يعتمد مبدا صوت الطلاب على القناعات التالية:
- يملك الطلاب نظرة خاصة وفريدة تجاه التعلم وال الدراسة.
- تتطلب هذه النظرة الانتباه كما تفرد الرد عليهامن قبل البالغين.
- يجب إتاحة الفرصة للطلاب في تشكيل وتحديد دراستهم.[2]

هناك تصنيفات متعددة التي تفرق بين الممارسات المختلفة في تحديد صوت الطلاب. منها ما يحدد أدوار مختلفة للطلاب في جميع مجالات النظم المدرسية بما فيها التخطيط الدراسي، ال، التقييم، صناعة القرار والدفاع عن الطلاب.

## أمثلة عالمية
كان الإصلاح المدرسي من مهام أولياء الأمور والمدرسين وإداريي المدارس والسياسيين. وفي الأونى الأخيرة، بدأت بعض الدول بإشراك الطلاب بشكل أكبر في شوؤن المدرسة والسياسة إليه.

### أستراليا
مجلة «التواصل» (بالإنجليزية: Connect) الأسترالية والتي تصدر في ملبورن، تفرد مساحة جيدة في كل عدد حول مشاركة الطلاب في التربية.

### كندا
مشاركة صوت الطلاب في القرارات المدرسية في مقاطعة أنتاريو مفروض بالقانون التربوي الصادر في عام 1998. بناء عليه، يجب أن يمثل الطلاب عضو طالب في مجالس المدارس في كل مجالس المقاطعة يسمى وصي الطلاب Student Trustee. ومن مهامه إيصال وجهة نظر الطلاب إلى المجالس والدفاع عن مطالبهم. كما يوجد جمعية أوصياء الطلاب التي تضم كل أوصياء الطلاب في المقاطعة التي تقدم نشاطات التطوير التخصصي وتؤمن الدفاع عن حقوق الطلاب.
كما هناك نشاطات أخرى في الولايات المتحدة الأمريكية والمملكة المتحدة والتشيلي.
1. ↑  توسيع حدود المشاركة: تغيير المدارس باشراك صوت الطلاب، افاق جديدة للتعلم نسخة محفوظة 10 أبريل 2016 على موقع واي باك مشين.
2. ↑  كوك-ساثر، صوت-حضور-سلطة: استكشاف صوت الطلاب في البحث والاصلاح. بحث المناهج 36، العدد 4، صفحة 359 وحتى 390
3. ↑  فيلدنغ، "الموجة الجديدة" - صوت الطلاب وتجديد المجتمع المدني (بالإنجليزية: New wave” student voice and the renewal of civic society)، مجلة لندن للمراجعات التربوية (بالإنجليزية: London Review of Education)، الجزء 2 العدد 3
4. ↑  لودج، من سماع الاصوات إلى المشاركة في الحوار، مشاركة الطلاب المشاغبين في تحسين المدارس (بالإنجليزية: From hearing voices to engaging in dialogue: Problematising student participation in school improvement)، مجلة التغيير التربوي (بالإنجليزية: Journal of Educational Change)، جزء 6 عدد 2’ سنة 2005.
5. ↑  أمثلة فعالة عن مشاركة الطلاب نسخة محفوظة 09 مايو 2015 على موقع واي باك مشين.
6. ↑  موقع جمعية أوصياء طلاب أنتاريو نسخة محفوظة 13 مارس 2018 على موقع واي باك مشين.

== نتائج ==
أصبح صوت الطالب من ألأعمدة الأساسية في نجاح الإصلاح الدراسي. وبخاصة بسبب تزايد المطالبة والدعم لمشاركة الطلاب من قبل الباحثين، المعاهد الأكاديمية والمنظمات التربوية حول العالم.

## انتقادات
يعارض هذه الفكرة بعض التربويين منهم بيل هوكس وباولو فرير وهنري غيرو.